# Iasione

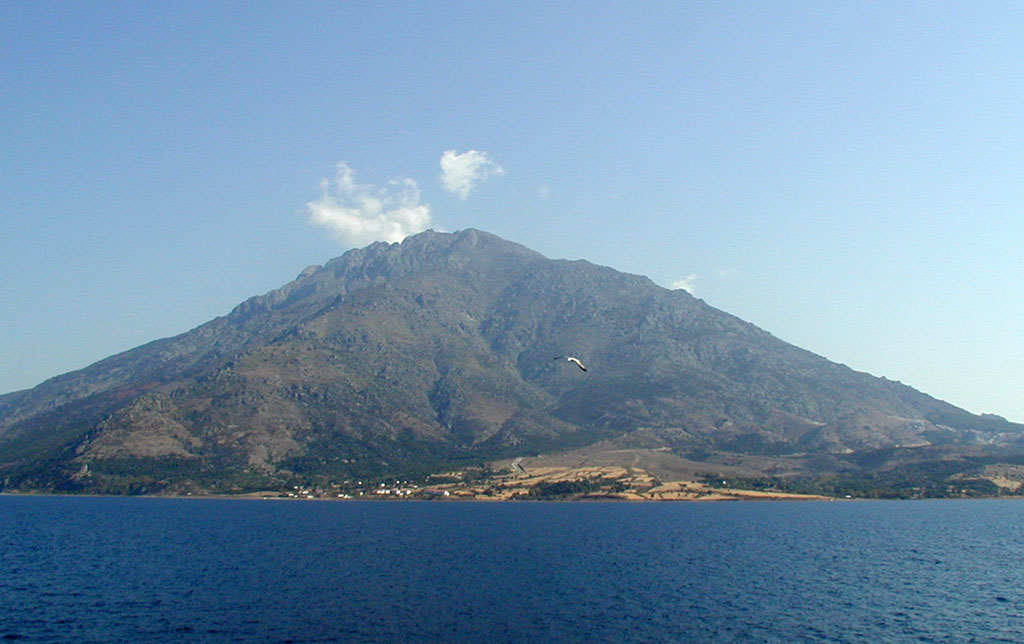
L'isola di Samotracia

Nella mitologia greca, Iasione era generalmente considerato uno dei figli della pleiade Elettra e Zeus, fratello di Dardano, fondatore di Troia. Per alcuni autori, era figlio di Ilitio, o di Tusco.
Iasione fondò invece i riti misterici dell'isola di Samotracia. Si accoppiò con la zia Demetra in un campo arato tre volte, e quindi fu padre di due gemelli Pluto e Filomelo (inventore dell'aratro) e di un altro figlio chiamato Coribante. Per il suo rapporto con la dea dei campi Iasione fu ucciso da Zeus con una folgore.
Nel santuario di Samotracia era ricordato col nome di Eezione.
ᾧ θυμῷ εἴξασα, μίγη φιλότητι καὶ εὐνῇ

νειῷ ἔνι τριπόλῳ· οὐδὲ δὴν ἦεν ἄπυστος

Ζεύς, ὅς μιν κατέπεφνε βαλὼν ἀργῆτι κεραυνῷ.»
Cerere a Giasïon tutta amorosa,

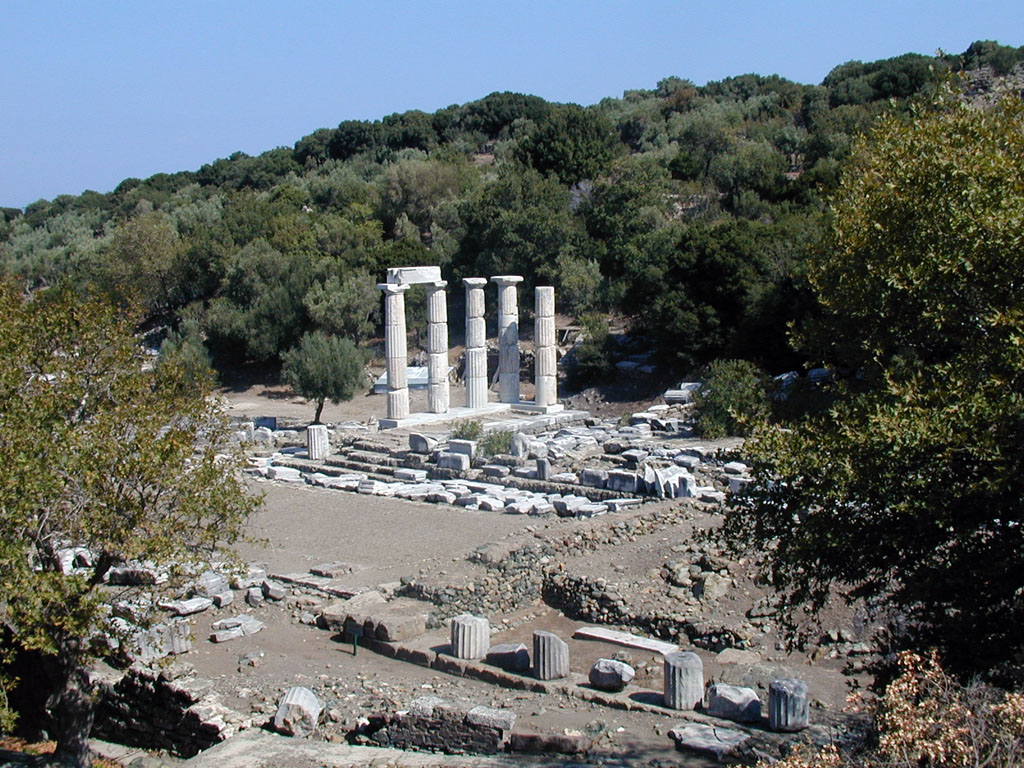
Vista generale del santuario di Samotracia, da sud-ovest (pianta, n° 13)

E nel maggese, che il pesante aratro

Tre volte aperto avea, se gli concesse,

Giove, cui l'opra non fu ignota, uccise

Giasïon con la folgore affocata.»
(Odissea V, 125-128)